# Спурій Сервілій Структ
Спу́рій Серві́лій Структ (лат. Spurius Servilius Structus; V—IV століття до н. е.) — політичний і військовий діяч Римської республіки, військовий трибун з консульською владою 368 року до н. е.

## Біографічні відомості
Походив з патриціанського роду Сервіліїв, його гілки Структів. Про батьків, молоді роки Спурія Сервілія відомостей не збереглося.
368 року до н. е. його було обрано військовим трибуном з консульською владою разом із Сервієм Корнелієм Малугіненом, Луцієм Папірієм Крассом, Сервієм Сульпіцієм Претекстатом, Титом Квінкцієм Цинциннатом Капітоліном, Луцієм Ветурієм Крассом Цикуріном.
Коли народні трибуни Гай Ліциній Кальв Столон і Луцій Секстій Латеран привели італійські племена до голосування з питання запропонованих законів на користь плебеїв, незважаючи на вето, накладене іншими народними трибунами, сенат призначив Марка Фурія Камілла диктатором вчетверте задля того, щоб не допустити голосування законів, запропонованих Гаєм Ліцінієм і Луцієм Секстієм.
Після цього року згадок про Спурія Сервілія немає.